# Oy (langue)
Pour les articles homonymes, voir Oy.
L'oy, oi, ou huei, est une langue môn-khmer parlée au Laos dans les provinces d'Attapeu et Sékong. Elle appartient au groupe des langues bahnariques.